# Montbrehain
Montbrehain é uma comuna francesa na região administrativa de Altos da França, no departamento de Aisne. Estende-se por uma área de 9,9 km². Em 2010 a comuna tinha 828 habitantes (densidade: 83,6 hab./km²).